# إسلام (اسم)
إِسْلَام هو اسم علم مذكر ومؤنث من أصل عربي، ومعناه هو التسليم لله.

## الأصل اللغوي
كلمة الإسلام يُبحث عنها في المعجم في «سلم»، وهي مصدر لفعل رباعي هو «أسلم». ويُعرَّف الإسلام لُغويًا بأنه الاستسلام، والمقصود الاستسلام لأمر الله ونهيه بلا اعتراض، وقيل هو الإذعان والانقياد وترك التمرّد والإباء والعناد.

## قائمة
- كود سباركل
- تحديث القائمة

1. إسلام أ. صديقي، دبلوماسي أمريكي.
2. إسلام أبو قفة، لاعب كرة قدم مصري.
3. إسلام البطران.
4. إسلام الشهابي، لاعب جودو مصري.
5. إسلام سليماني، لاعب كرة قدم جزائري.
6. إسلام صبحي، قارئ قرآن.
7. إسلام كريموف، رئيس أوزبكستان راحل.
8. إسلام منصوري، دراج جزائري.
9. انطونيو اوتيغي، لاعب كرة قدم إسباني.
10. محمد إسلام بوقلية، دراج و تريثلت تونسي.